# Altshausen
Altshausen är en kommun (Gemeinde) i delstaten Baden-Württemberg i södra Tyskland. Folkmängden uppgår till cirka 4 000 invånare, på en yta av 20 kvadratkilometer. I Altshausen finns Altshausen Schloss som länge fungerat som huvudresidens för ätten Württemberg.
Kommunen ingår i kommunalförbundet Altshausen tillsammans med kommunerna Boms, Ebenweiler, Ebersbach-Musbach, Eichstegen, Fleischwangen, Guggenhausen, Hoßkirch, Königseggwald, Riedhausen och Unterwaldhausen.